# ヴォルフガング・デーブリーン
ヴォルフガング・デーブリーン（Wolfgang Döblin、1915年3月17日 - 1940年6月21日）は、フランス、ドイツの数学者。
フランスではヴィンセント・ドブリン（Vincent Doblin）として知られる。

## 経歴
ベルリンに、ユダヤ人でドイツの作家・医師のアルフレート・デーブリーンとErna Reissの間に生まれる。一家はナチスドイツから逃れフランスへ移住した。パリ大学でフレシェのもとで確率論を研究し、すぐに優れた理論家として名を上げた。23歳で博士号を取得した。
兵役から免除されることを拒否した後の1938年11月に徴兵され、第二次世界大戦勃発時の1939年にフランス軍の兵士であり、アルデンヌ県ジヴェに電話交換手として駐屯した。そこでチャップマン＝コルモゴロフ方程式に関する最新の研究成果を書き留め、フランス科学アカデミーに"pli cacheté"（封印した封筒）として送った。彼がいた中隊は1940年4月にマジノ川のサーレ地区に送られ、5月にアルデンヌでドイツの攻撃に巻き込まれ、ヴォージュに撤退し、1940年6月22日に降伏した。デーブリーンは自身を部隊から切り離し、ドイツ国防軍の捕虜となるべく接近していたが、数学のメモを燃やし、6月21日にヴォージュのHousseras村（エピナル近くの小さな村）近くの納屋で拳銃自殺した。
当初は無名兵士として村の墓地に埋葬され、遺体の確認が行われたのは1944年になってからであった。両親の死後、1957年にHousserasの彼の隣に埋葬された。

## 遺物
封印された封筒は2000年に開かれ、デーブリーンがチャップマン＝コルモゴロフ方程式および拡散過程の理論に大きな結果を得ていたことが分かった。
その生涯はAgnes HandwerkとHarrie Willemsによる2007年の映画 A Mathematician Rediscovered の主題である。
1938年にフランスの市民になったとき、Vincent Doblinを正式な名前として選んだ。しかし、のちに論文の署名としては Wolfgang Doeblin を選び、この名前ですべての数学論文と専門レターが出版された。

## レファレンス
- O'Connor, John J.; Robertson, Edmund F., “ヴォルフガング・デーブリーン”, MacTutor History of Mathematics archive, University of St Andrews.
- ヴォルフガング・デーブリーン - Mathematics Genealogy Project
- Bru, Bernard; Yor, Marc (January 2002), “Comments on the life and mathematical legacy of Wolfgang Doeblin”, Finance and Stochastics (Berlin / Heidelberg: Springer-Verlag) 6 (1):  3–47, doi:10.1007/s780-002-8399-0, MR1885582
- Bernard Bru, Marc Yor: La vie de W. Doeblin, Lettre de l'Académie des sciences, no. 2, 2001
- Marc Petit: Die verlorene Gleichung. Auf der Suche nach Wolfgang und Alfred Döblin ("L'équation de Kolmogoroff"). Eichborn, Frankfurt/M. 2005, ISBN 3-8218-5749-8
- Ellinghaus, Jürgen / Ferry, Hubert: La lettre scellée du soldat Doblin / Der versiegelte Brief des Soldaten Döblin, TV documentary, 2006, ARTE/RBB . VoD (French or German version): .
- Ellinghaus, Jürgen / Gardini, Aldo: Die Irrfahrt des Soldaten Döblin, audiobook, ed. Stiftung Radio Basel, Christoph Merian Verlag, Basel, 2007.